# Fenomene Aerospațiale Neidentificate
De peste cincizeci de ani, în toată lumea, circa 13 milioane de oameni au văzut, pe cer, în spațiul cosmic, pe pământ, sub apă, ceva aparent inexplicabil prin ceea ce cunoaștem și prin ceea ce acceptă știința ca posibil. Ca dovezi se aduc zeci dacă nu sute de mii de fotografii și filme video, dar și mii de documente stranii despre întâlniri cu ființe nepământene, răpiri, mutilări de animale, semne bizare în lanuri ș.a.m.d. În sensul cel mai larg, între "fenomene aerospațiale neidentificate" putem include și aparițiile sfinte, fantomele, personaje folclorice (în folclorul românesc ielele, zburătorul etc.), animale necunoscute (cum ar fi chupacabras sau bigfoot), cu atât mai mult cu cât se pare că între aceste fenomene există strânse legături. 
Se estimează că 90-95% din aceste observații pot fi explicate în termeni obișnuiți: sateliți, bolizi, avioane, elicoptere, experimente sau exerciții militare, fenomene meteorologice, farse etc. Chiar și așa, ar rămâne cel puțin 650.000 observații, în toată lumea, pentru care nu există explicații. Acestea se încadrează în ceea ce numim "fenomene aerospațiale neidentificate". 
Aceste fenomene poartă diferite denumiri, în funcție de cel ce le folosește. La sfârșitul anilor patruzeci din secolul trecut se vorbea de "farfurii zburătoare"; în anii cincizeci (și neoficial până azi) de "obiecte zburătoare neidentificate" (OZN). NORAD (North American Airspace Defense Command), care observă aproape zilnic și obiecte neidentificate, le numește “ținte necorelate”, pe care le arhivează prin NUTR (NORAD Unknown Track Reporting - sistemul de semnalare a traiectoriilor necunoscute). 20% dintre acestea nu au putut fi explicate în nici un fel. 
Armata americană folosește, în documente oficiale, termenele de UCT (uncorrelated target – țintă necorelată) pentru obiectele semnalate în apropierea solului, UTR (unknown track report - raportarea unei traiectorii neidentificate) sau UER (uncorrelated events report – raportarea unui eveniment necorelat) pentru obiecte din spațiu. 
Fenomenele aerospațiale neidentificate (sau OZN-urile) au fost văzute din toate timpurile. Relatări despre ele există din antichitate, din evul mediu, din epoca modernă, dar au căpătat notorietate după 1947. 
În România de aceste apariții se ocupă Asociația pentru Studiul Fenomenelor Aerospațiale Neidentificate (ASFAN). Mai multe detalii puteți găsi pe site-ul acestei asociații: http://www.asfan.ro/default.htm